# Tiefenhöfe

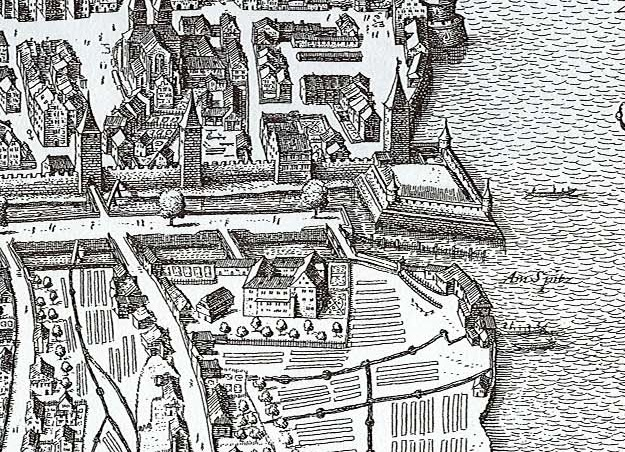
1638: Das erste Gebäude auf dem Tiefenhof. Darstellung von Matthäus Merian

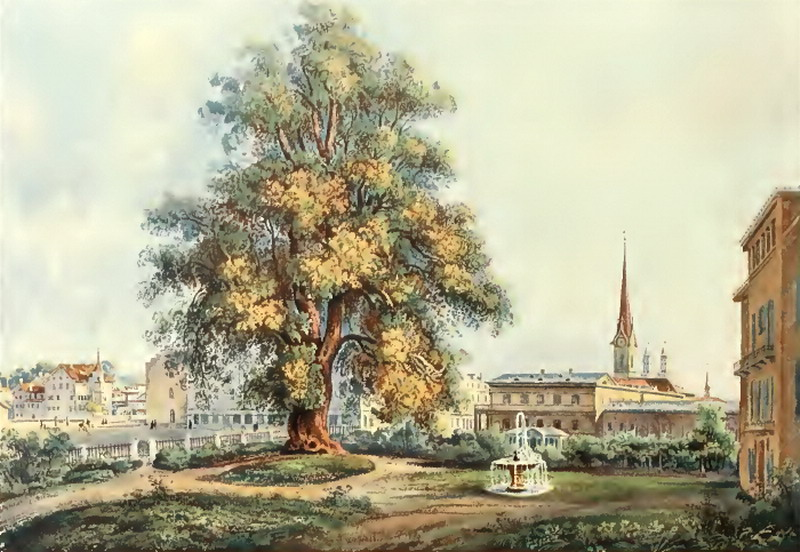
Tiefenhoflinde beim Paradeplatz innerhalb des Bürklischen Gartens «zum Tiefenhof», links die «Windegg» (mit Turmanbau) und das «gelbe Zeughaus», in der Mitte das Posthaus, ganz rechts der Springbrunnen.

Die Tiefenhöfe sind eine Häusergruppe südlich des Paradeplatzes in Zürich.

## Vordere Tiefenhöfe
Das Gebäude der «Handlung auf dem Graben» wurde zwischen 1621 und 1638 vom Zürcher Seidenhändler Martin Orelli Haag (1578-1657) erbaut. Als Beleg für die Datierung dienen unter anderem kartographische Darstellungen: 1638 ist der Vordere Tiefenhof erstmals in der  «Planvedute der Stadt Zürich» von Matthäus Merian abgebildet. Auf der Ansicht der Stadt Zürich von Georg Braun aus dem Jahr 1581 existiert er dagegen noch nicht. Orellis Söhne, welche die Firma ab 1647 führten, verkauften diese nach einem geschäftlichen Niedergang 1666 an Statthalter Hans Caspar Hirzel. Dieser sanierte den Betrieb und setzte seinen Sohn Salomon Hirzel-Hess (1641–1716) zusammen mit dem schon zuvor beteiligten Hans Ulrich Orelli als Geschäftsleiter ein. 1668 begann die Planung eines weiteren Gebäudes «uff dem Graben vor der minderen Statt», des späteren «Hinteren Tiefenhofs». 1730 wurde der Tiefenhof vom Kaufmann Hans Georg Bürkli-Nüscheler (1678–1743) und Postmeister Christoph Rordorf (1695–1753) übernommen.
Den Ausschlag zur weiteren Überbauung gab wohl um 1835 die Überdeckung des Fröschengrabens zwischen dem Hotel Baur und der Poststrasse. Dadurch vergrösserte sich die Fläche des Neuen Marktes, dem späteren Paradeplatz, über den Graben hinweg bis zum Hotel. Ungefähr gleichzeitig liess Oberstleutnant, Seidenfabrikant und Gründer des Actientheaters Johann Georg Bürkli das bestehende Gebäude am «Vorderen Tiefenhof» abreissen und an seiner Stelle einen herrschaftlichen Neubau in klassizistischem Stil mit Gartenanlagen und Springbrunnen erstellen. 1837 sollte die nach der Reformation gepflanzte Tiefenhoflinde dem Bau der modernen Poststrasse zum Opfer fallen, aber die Opposition dagegen war so gross, dass man sie stehen liess und in den Garten des Herrensitzes integrierte. Südlich des Gebäudes führte eine hölzerne Brücke über den Fröschengraben ins Kratzquartier.
Eine massive Veränderung erfuhr das Gebiet der Tiefenhöfe in den Jahren 1856–1859. Die Witwe des 1851 verstorbenen Johann Georg Bürkli hatte die ganze Liegenschaft an die «Baugesellschaft zum Tiefenhof & Consorten» verkauft. Deren Teilhaber, der Architekt Gustav Albert Wegmann, der Baumeister August Conrad Stadler und der Zimmermeister Martin Koch-Schweizer überbauten das Gartenareal und erstellten den ersten, aus sechs Einzelbauten bestehenden Geschäftshauskomplex der Stadt. Diesem Bau fiel am 25. März 1857 trotz riesigen Protesten der Bevölkerung und Presse auch die über 250-jährige Tiefenhoflinde zum Opfer, die nach der Reformation auf dem Wall zwischen dem Fröschen- und dem Sihlgraben gepflanzt worden war.
«Ja, sie fiel, die Königin unter den Bäumen, die wunderschöne Linde im ehemaligen Tiefenhofgarten. Nicht ein Sturm hat sie geknickt, wohl aber musste sie der materiellen nur auf Geld und wieder Geld bedachten Richtung der Zeit zum Opfer fallen. Die Niederwerfung dieser schönen Zierde der Stadt vergegenwärtigt so ganz den grellen Gegensatz zwischen der alten Romantik und der gegenwärtigen nüchternen Prosa», schrieb die konservative «Freitagszeitung».

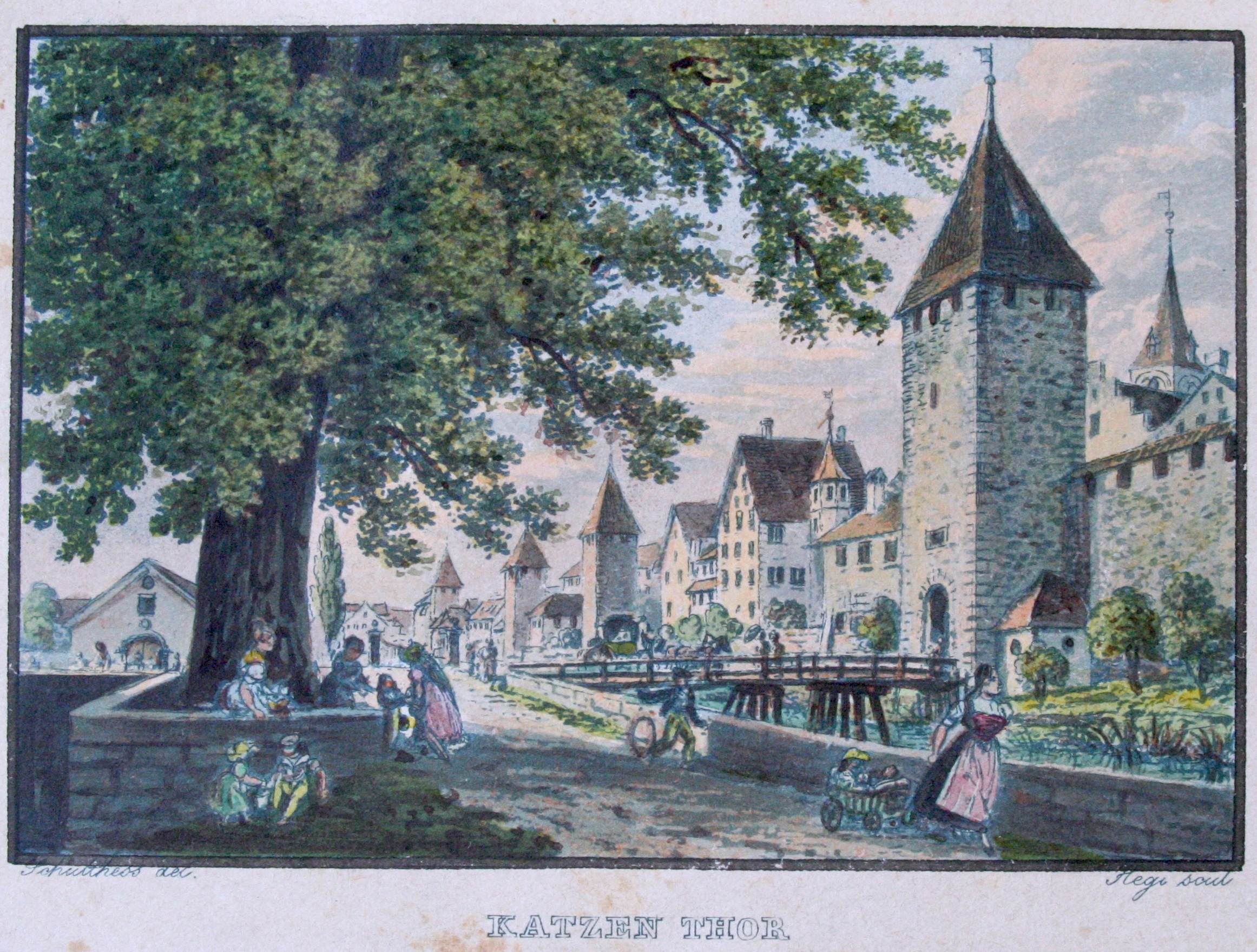
Die Gegend des Paradeplatzes um 1800. Rechts der Fröschengraben und das Wollishofertor, links die Tiefenhoflinde
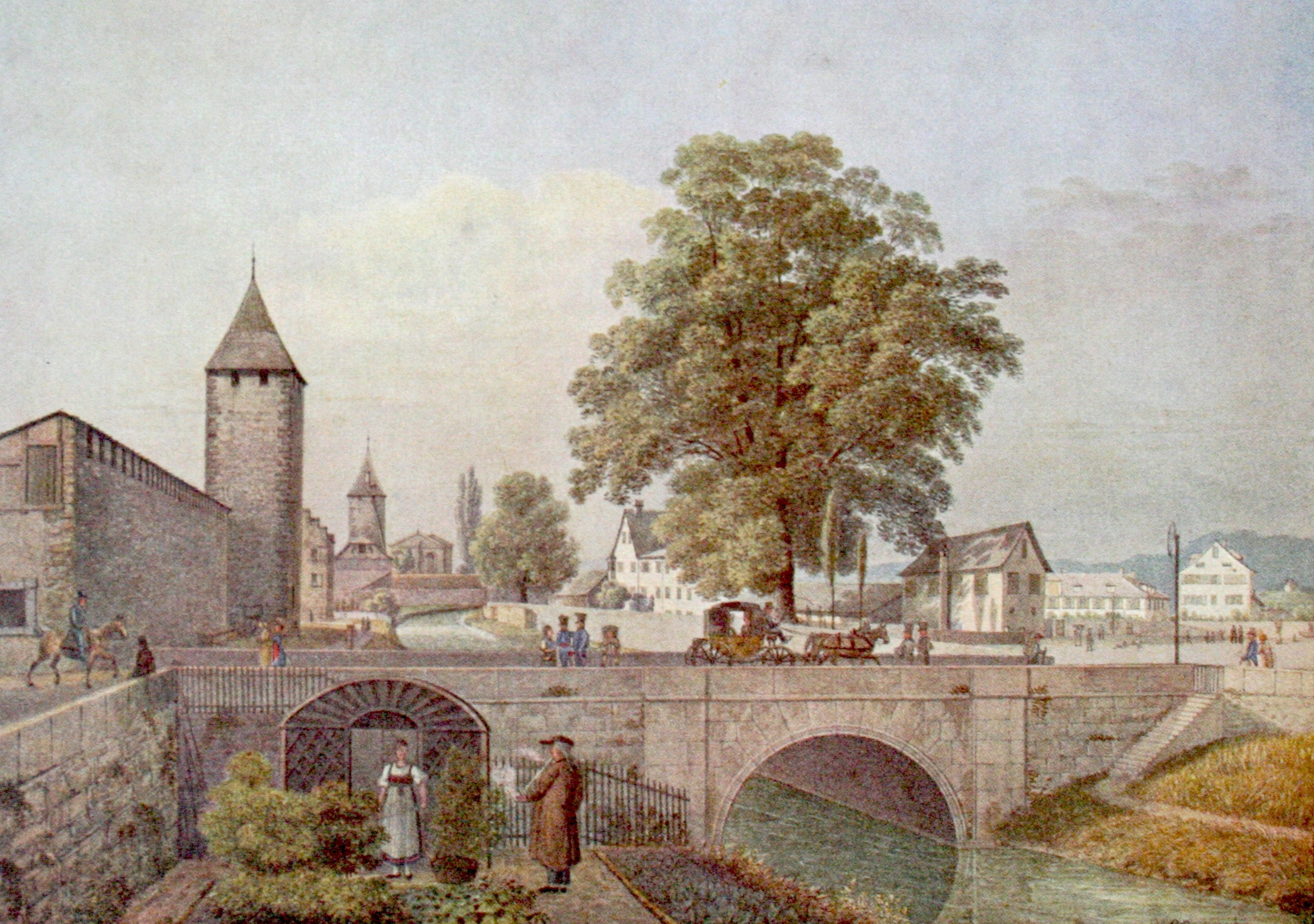
Das Areal der Tiefenhöfe mit Linde 1827 beim Wollishofertor, Blick nach Süden
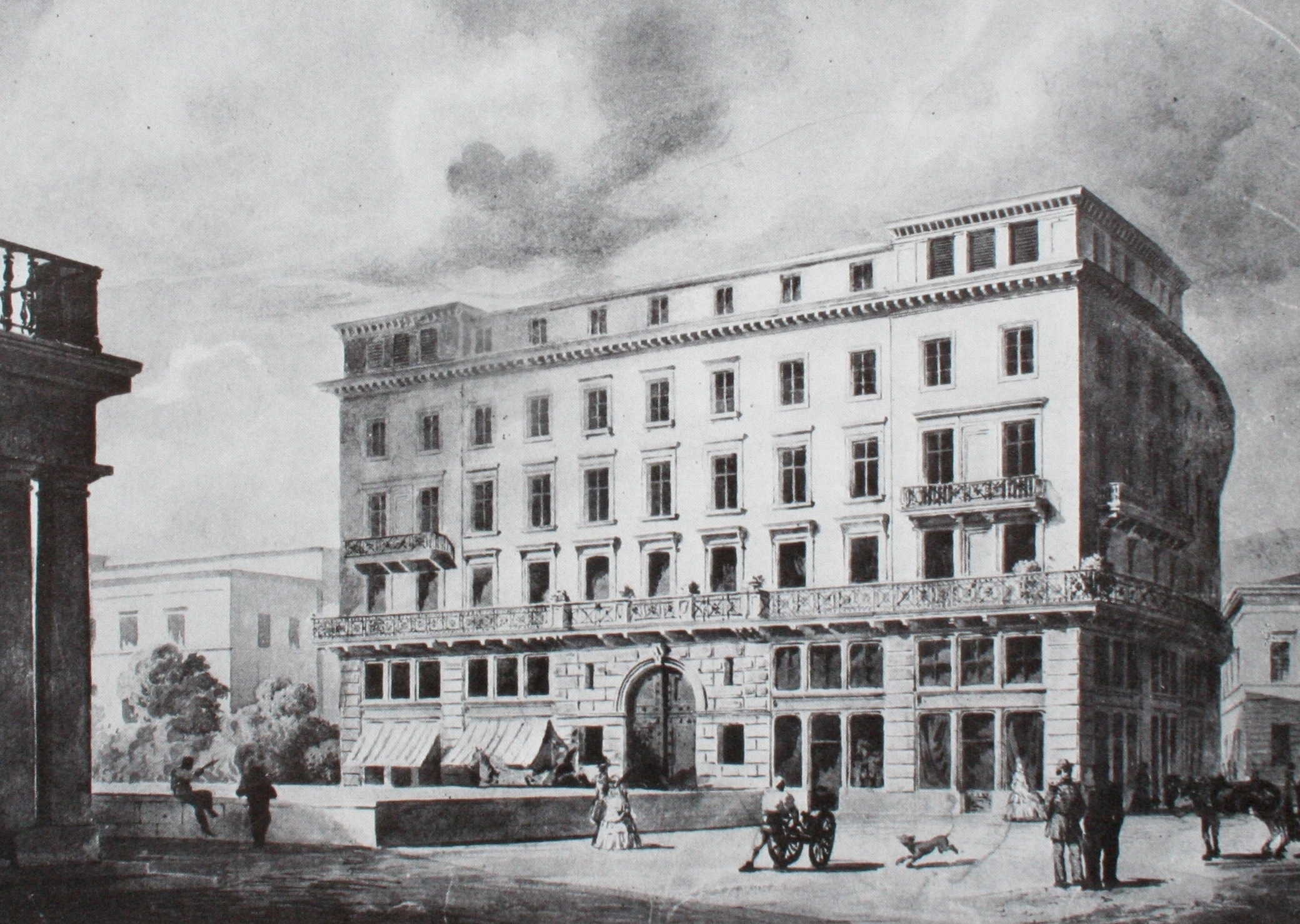
Gleiche Stelle 1857: Das Sprünglihaus
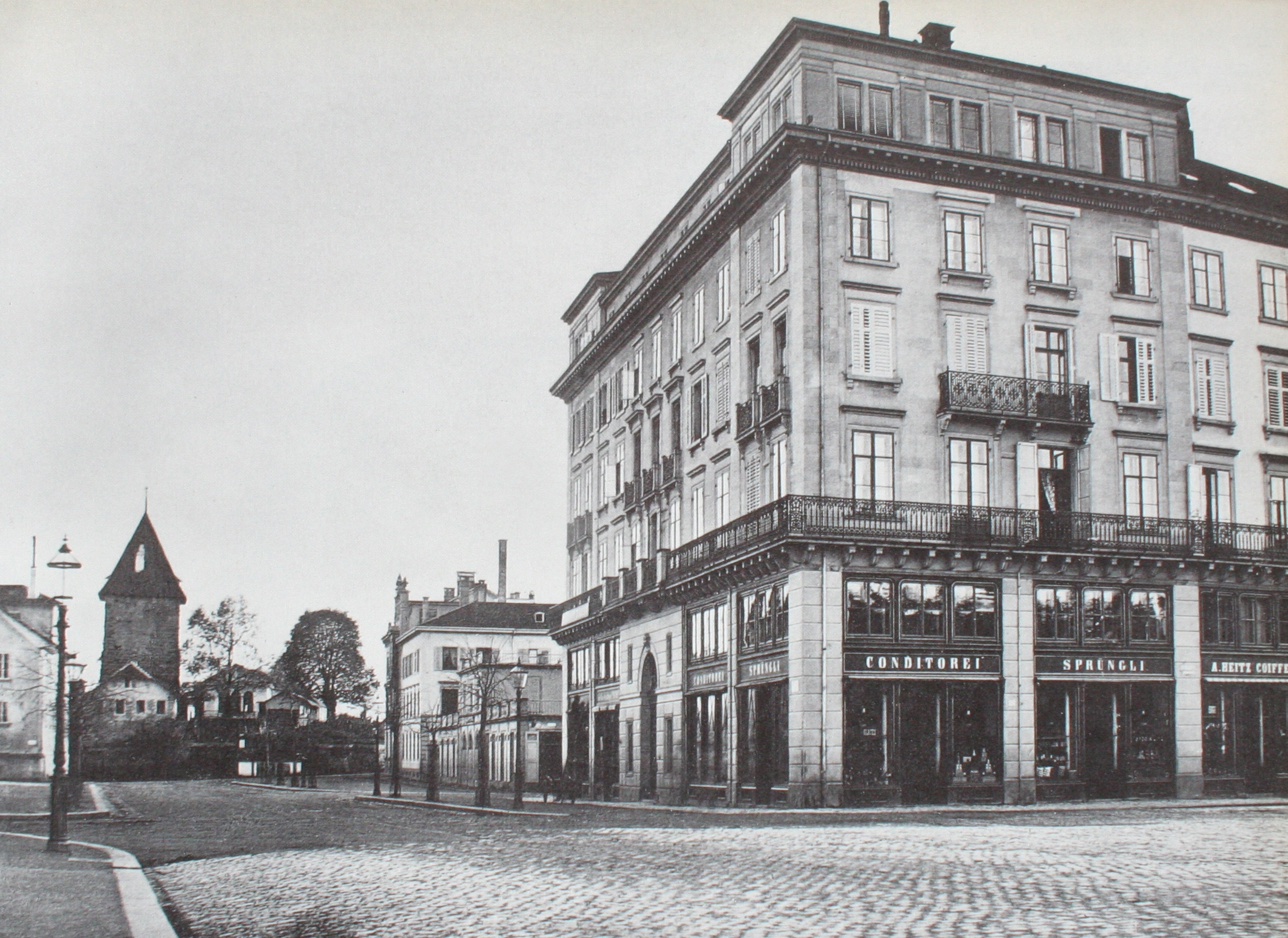
Obere Bahnhofstrasse 1870. Rechts das Sprünglihaus, hinten die Tiefenhöfe. Links hinten der Kratzturm
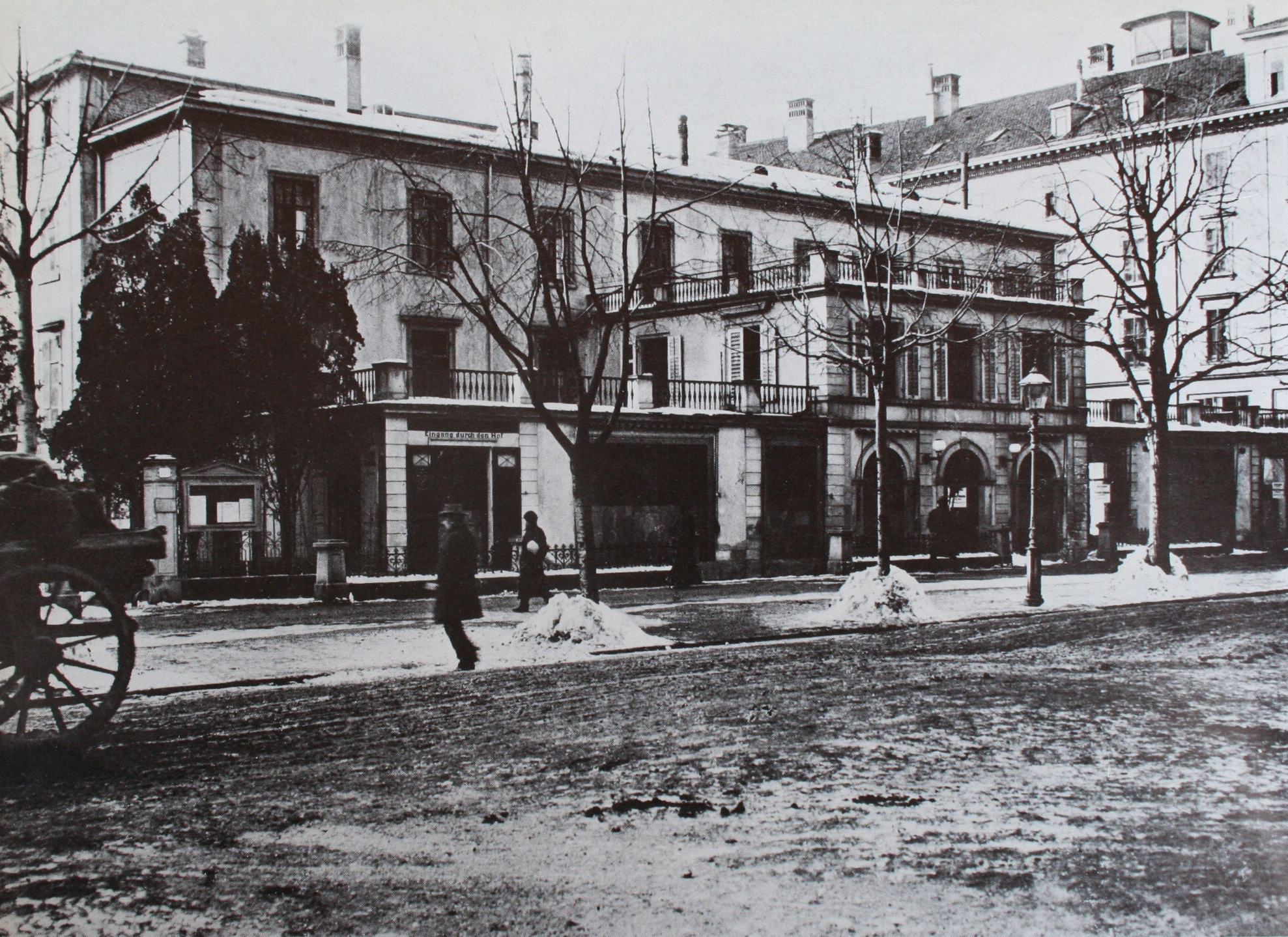
Die Tiefenhöfe 1889 an der Bahnhofstrasse vor dem Abbruch

Im neuen Gebäude richtete sich 1859 an der Bahnhofstrasse die Confiserie Sprüngli ein; dies in der Hoffnung, der neue Bahnhof Zürich würde am Paradeplatz erbaut. Das alte Hauptgebäude des «Vorderen Tiefenhofs» überstand den baulichen Eingriff. 1860 erwarb ihn der Tischler Johann Rudolf Ochsner und baute gegen den Fröschengraben noch vor dem Bau der Bahnhofstrasse ein Möbelmagazin, in dem zwischen 1881 und 1899 das Warenhaus Jelmoli ein Damen-Konfektionshaus einrichtete. Die Gebäude wurden 1900 für den Bau eines grossen Gebäudes der Kantonalbank abgerissen.

## Hintere Tiefenhöfe
Das Gebäude der «Hinteren Tiefenhöfe» am Bleicherweg wurde in den 1840er Jahren von Conrad Landolt gebaut, der darin das «Café Landolt» einrichtete. 1893 liess Landolt die «Hinteren Tiefenhöfe» zu einem grösseren Wohn- und Geschäftshaus im Neurenaissance-Stil umbauen (Tiefenhöfe 7), in dessen Erdgeschoss wiederum das «Café Landolt» untergebracht war. 1907 wurde es in «Café Parade» umbenannt und 1917 zu einem reinen Geschäftshaus umgebaut.